# Sarah Montague
Sarah Anne Louise Montague (Guernsey, 8 de febrero de 1966) es una periodista británica, reconocida por ser una de las presentadoras habituales del programa de variedades y actualidad de la BBC Radio 4, Today. Después de 18 años dejó el programa en abril de 2018 para hacerse cargo de la transmisión de noticias de la estación, The World at One.
En 2013 la Universidad de Sussex le otorgó un título honorífico de Doctorado en Letras. El 10 de febrero de 2015 recibió el título de Doctora en Derecho honoris causa de la Universidad de Bristol.